# シャーフセイン・シャー
シャーフセイン・シャー（Shah Hussain Shah、1993年6月8日 -）はパキスタンの柔道選手。イギリス生まれ日本育ち。階級は100kg級。身長は193cm。得意技は内股。

## 人物
父親のフセイン・シャーは貧民窟から成り上がり、ソウルオリンピックのボクシングミドル級にパキスタン代表で出場して同国初のメダルとなる銅メダルを獲得した。映画化もされたほどの「英雄」だったという。2歳の時にその父親とともに来日した。父親は角海老宝石ボクシングジムのトレーナーとして東洋太平洋ライト級王者の坂本博之などを指導した。一方、本人は幼稚園の時に空手と間違えて柔道を始めたという。安田学園高校時代は夏合宿がイスラム教徒の義務の1つであるラマダーン(断食)の時期であったために水も飲めずに苦労したことがあった。なお、高校2年の時には東京で開催された世界選手権に出場して、初戦でニュージーランドの選手を破って1勝を挙げた。その後、筑波大学へ進むと、2013年のアジア選手権では3位になった。2014年の英連邦競技大会では2位となるも、アジア大会では5位だった。2015年のアジア選手権では再び3位となった。2016年のリオデジャネイロオリンピックには大陸枠で出場権を得て、競技は違えど親子2代でオリンピック選手となった。リオデジャネイロオリンピックではパキスタン選手団の旗手を務めたが、初戦でウクライナのアルテム・ブロシェンコに隅返で敗れた。

## 主な戦績
- 2010年　- アジア大会　無差別　7位
- 2012年　- グランプリ・青島　5位
- 2013年　- アジア選手権　3位
- 2014年　- 英連邦競技大会　2位
- 2014年　- アジア大会　5位
- 2015年　- アジア選手権　3位
- 2016年　- アジア選手権　5位

(出典、JudoInside.com)。